# Cesar Romero
Cesar Julio Romero Jr. (født 15. februar 1907, død 1. januar 1994) var en amerikansk skuespiller, sanger, danser og vokalkuntsner. Han var aktiv i film, radio og tv i over 60 år.
Han havde et stor spænd i sine roller inklusive elskere, historiske personer i dramafilm, karakterer i lette komedier og Jokeren i tv-serien Batman, som var inkluderet i TV Guide's 2013 list of The 60 Nastiest Villains of All Time.

## Filmografi

### Film
- The Shadow Laughs (1933) som Tony Rico (first film role)
- The Thin Man (1934) som Chris Jorgenson
- British Agent (1934) som Tito Del Val
- Cheating Cheaters (1934) som Tom Palmer
- Strange Wives (1934) som Boris
- Clive of India (1935) som Mir Jaffar
- A Dream Comes True (1935) som Himself (uncredited)
- The Good Fairy (1935) som Joe
- Cardinal Richelieu (1935) som Andre de Pons
- The Devil Is a Woman (1935) som Antonio Galvan
- Hold 'Em Yale (1935) som Gigolo Georgie
- Diamond Jim (1935) som Jerry Richardson
- Metropolitan (1935) som Niki Baroni
- Rendezvous (1935) som Nieterstein
- Show Them No Mercy! (1935) som Tobey
- Love Before Breakfast (1936) som Bill Wadsworth
- Nobody's Fool (1936) som Dizzy Rantz
- Public Enemy's Wife (1936) som Gene Maroc
- Wee Willie Winkie (1937) som Khoda Khan
- Dangerously Yours (1937) som Victor Morell
- Ali Baba Goes to Town (1937) som Himself (at Fictional Premiere) (uncredited)
- Happy Landing (1938) som Duke Sargent
- Always Goodbye (1938) som Count Giovanni 'Gino' Corini
- My Lucky Star (1938) som George Cabot Jr
- Five of a Kind (1938) som Duke Lester
- Wife, Husband and Friend (1939) som Hugo
- The Little Princess (1939) som Ram Dass
- The Return of the Cisco Kid (1939) som Lopez
- Frontier Marshal (1939) som Doc Halliday
- Charlie Chan at Treasure Island (1939) som Rhadini
- The Cisco Kid and the Lady (1939) som Cisco Kid
- Hollywood Hobbies (1939) som Himself (uncredited)
- He Married His Wife (1940) som Freddie
- Viva Cisco Kid (1940) som Cisco Kid
- Lucky Cisco Kid (1940) som Cisco Kid
- The Gay Caballero (1940) som Cisco Kid
- Romance of the Rio Grande (1941) som Cisco Kid / Real and fake Carlos Hernandez
- Tall, Dark and Handsome (1941) som J.J. 'Shep' Morrison
- Ride on Vaquero (1941) som Cisco Kid
- The Great American Broadcast (1941) som Bruce Chadwick
- Dance Hall (1941) som Duke McKay
- Week-End in Havana (1941) som Monte Blanca
- A Gentleman at Heart (1942) som Tony Miller
- Tales of Manhattan (1942) som Harry Wilson
- Orchestra Wives (1942) som St. John 'Sinjin' Smith
- Springtime in the Rockies (1942) som Victor Prince
- Coney Island (1942) som Joe Rocco
- Wintertime (1943) som Brad Barton
- Screen Snapshots: Hollywood Victory Show (1946) som Himself
- Carnival in Costa Rica (1947) som Pepe Castro
- Captain from Castile (1947) som Hernán Cortéz
- That Lady in Ermine (1948) som Joe Sanger
- Julia Misbehaves (1948) som Fred Ghenoccio
- Deep Waters (1948) som Count Mario
- The Beautiful Blonde from Bashful Bend (1949) som Blackie Jobero
- Screen Snapshots: Motion Picture Mothers, Inc. (1949) som Himself
- Love That Brute (1950) som Pretty Willie Wetzchahofsky
- Once a Thief (1950) som Mitch Moore
- Happy Go Lovely (1951) som John Frost
- Lost Continent (1951) som Major Joe Nolan
- FBI Girl (1951) som FBI Agent Glen Stedman
- The Jungle (1952) som Rama Singh
- Lady in the Fog (aka Scotland Yard Inspector) (1952) som Philip 'Phil' O'Dell
- The Sword of Granada (1953) som Don Pedro de Rivera
- Street of Shadows (aka Shadow Man) (1953) som Luigi
- Prisoners of the Casbah (1953) som Firouz
- Vera Cruz (1954) som Marquis Henri de Labordere
- A Star Is Born World Premiere (1954, TV Short) som Himself
- The Americano (1955) som Manuel Silvera / "El Gato" / Etc.
- The Racers (1955) som Carlos Chavez
- The Leather Saint (1956) som Tony Lorenzo
- Around the World in 80 Days (1956) som Abdullah's henchman
- The Story of Mankind (1957) som Spanish Envoy
- Villa!! (1958) som Tomás Lopez
- My Private Secretaries (1959) som Rafael Travesi
- Ocean's 11 (1960) som Duke Santos
- Pepe (1960) som Himself
- Seven Women from Hell (1961) som Luis Hullman
- The Runaway (1961) som Father Dugan
- If a Man Answers (1962) som Robert Swan / Adam Wright
- We Shall Return (1963) som Carlos Rodriguez
- The Castilian (1963) som Jerónimo
- Donovan's Reef (1963) som Marquis Andre de Lage
- Saint Mike (1963)
- A House Is Not a Home (1964) som Lucky Luciano
- Two on a Guillotine (1965) som John Harley 'Duke' Duquesne
- Sergeant Deadhead (1965) som Admiral Stoneham
- Marriage on the Rocks (1965) som Miguel Santos
- Batman (1966) som The Joker
- Madigan's Millions (1968) som Mike Madigan
- Hot Millions (1968) som Customs Inspector
- Skidoo (1968) som Hechy
- Crooks and Coronets (1969) som Nick Marco
- Midas Run (1969) som Carlo Dodero
- Target: Harry (1969) som Lt. George Duval
- Latitude Zero (1969) som Dr. Malic / Lt. Hastings
- The Computer Wore Tennis Shoes (1969) som A. J. Arno
- A Talent for Loving (1969) som Don Jose
- The Red, White, and Black (1970) som Col. Grierson
- The Grand Opening of Walt Disney World – TV Movie documentary (1971) som Himself
- Once Upon a Wheel (1971) som Himself
- The Last Generation (1971) (archive footage)
- The Proud and the Damned (1972) som San Carlos' Mayor
- Now You See Him, Now You Don't (1972) som A. J. Arno
- The Spectre of Edgar Allan Poe (1974) som Dr. Richard Grimaldi
- The Haunted Mouth (1974) som B. Plaque (Narrator)
- The Strongest Man in the World (1975) som A. J. Arno
- Timber Tramps (1975) som Greedy sawmill mogul
- Carioca Tigre (1976) som Don Rosalindo Y Guana
- Mission to Glory: A True Story (1977) som Admiral Atondo
- Lust in the Dust (1985) som Father Garcia
- Judgement Day (1988) som Octavio
- Carmen Miranda: Bananas is My Business (1995) (documentary)
- The Right Way (1998) som Mr. Peretti (final film role)

### Tv
- The Ed Wynn Show – episode – Episode #1.31 – Himself (1950)
- Passport to Danger – 31 episoder – Steve McQuinn (1954–1958)
- The Red Skelton Hour – 12 episoder – Various (1956–1970)
- Navy Log – episode – The Beach Pounders – Host (1957)
- The Lucille Ball-Desi Arnaz Show (1957)
- Wagon Train – episode – The Honorable Don Charlie Story – Hon Don 'Charlie' Carlos de Fuentes (1958)
- Zorro – 4 episoder – Esteban de la Cruz (1959)
- The Texan – episode – Caballero – Captain Joaquin Acosta (1959)
- John Gunther's High Road – Cuba episode – Himself (1959)
- Death Valley Days – episode – Oblivion (1959)
- Rawhide – 4 episoder – Various (1959–1965)
- Stagecoach West – episode – A Time to Run – Manolo Lalanda (1960)
- Five Fingers in episode "Counterfeit", never aired on NBC (1960)
- Stagecoach West – episode – The Big Gun – Colonel Francisco Martinez (1961)
- Dick Powell's Zane Grey Theatre 1961 Season 5 Episode 26 The Man from Everywhere
- The Beachcomber (1962)
- Rawhide – episode – "The Child Woman" – Big Tim Sloan (1962)
- Fractured Flickers – episode – Episode #1.14 – Himself (1963)
- 77 Sunset Strip (1963)
- Burke's Law (1963–1965)
- Dr. Kildare (1964)
- The Mike Douglas Show – 3 episoder – Himself (1964–1970)
- The Man from U.N.C.L.E. – episode – The Never-Never Affair – Victor Gervais (1965)
- Branded – episode – The Mission: Part 2 – Gen. Arriola (1965)
- Bonanza – episode – The Deadliest Game – Guido Borelli (1965)
- Ben Casey – episode – Did Your Mother Come from Ireland, Ben Casey? – Frederic Delano (1965)
- Daniel Boone – episode – Gabriel – Esteban de Vaca (1966)
- Batman – 22 episoder – The Joker (1966–1968)
- Daniel Boone – episode – Bitter Mission – Colonel Carlos Navarro (1967)
- T.H.E. Cat (1967)
- Get Smart – episode – The Reluctant Redhead – Kinsey Krispen (1968)
- Here's Lucy – episode – A Date for Lucy – Tony Rivera (1969)
- Daniel Boone – episode – The Grand Alliance – Buenaventura (1969)
- Julia – 4 episoder – Bunny Henderson / Bernard Henderson (1970)
- Bewitched – episode – Salem, Here We Come – Ernest Hitchcock (1970)
- It Takes a Thief – episode – Beyond a Treasonable Doubt – Mike (1970)
- The Jimmy Stewart Show – episode – A Hunch in Time – Harris Crofton (1971)
- Love, American Style – episode – Love and the Duel/Love and the Note/Love and the Young Unmarrieds (segment "Love and the Duel") (1971)
- Nanny and the Professor (1971)
- Mooch Goes to Hollywood (1971)
- The Merv Griffin Show – episode – Episode dated 16 November 1971 – Himself (1971)
- Alias Smith and Jones – episoder – The McCreedy Bust, The McCreedy Bust: Going, Going, Gone, & The McCreedy Feud – Armendariz (1971–1972)
- The Mod Squad – episode – The Connection – Frank Barton (1972)
- The Jimmy Stewart Show – episode – A Bone of Much Contention – Admiral Decker (1972)
- Chase (1973)
- Ironside – episode – The Lost Cotillion – Tony Hudson (1974)
- Banacek – episode – The Vanishing Chalice – Marius Avantalu (1974)
- Dinah! – episode – Episode #1.24 – Himself (1974)
- Medical Center (1975)
- Ellery Queen – episode – The Adventure of the Wary Witness – Armand Danello (1976)
- Chico and the Man (1977)
- Vega$ – episode – Lost Women – Christopher Vincente (1978)
- Buck Rogers in the 25th Century – episode – Vegas in Space – Amos Armat (1979)
- Fantasy Island – episode – Pentagram/Casting Director/A Little Ball – Sheikh Hameel Habib (1979)
- Charlie's Angels – episode – Dancin' Angels – Elton Mills (1980)
- Fantasy Island – episode – Loving Strangers/Something Borrowed, Something Blue (1981) som Maestro Roger Alexander
- Matt Houston (1982)
- Fantasy Island – episode – The Butler's Affair/Roarke's Sacrifice (1983) som Edmond Rome
- Hart to Hart – episode – Chamber of Lost Harts (1983) som Dr. Villac
- Fantasy Island – episode – The Tallowed Image/Room and Bard (1983) som Mr. Kragen
- Magnum, P.I. – episode – Little Games (1985) som Doc Villoroch
- Murder, She Wrote – episode – Paint Me a Murder (1985) som Diego Santana
- Family Feud – 2 episoder (1985) som Himself
- Falcon Crest – 51 episoder (1985–1988) som Peter Stavros
- Riptide (1985–1986)
- The Tracey Ullman Show (1988)
- The Golden Girls – episode – Girls Just Wanna Have Fun... Before They Die (1990) som Tony Delveccio
- Murder, She Wrote – episode – Murder in Milan (1992) som Marcello Abruzzi
- Edna Time! - (1993) som himself (sidste optræden)